# Herman Hogendoorn
Herman Hogendoorn is een personage uit de Nederlandse soapserie Goede tijden, slechte tijden.
Herman Hogendoorn was een ongeliefde bewoner van Meerdijk en werd als een van de machtigste schurken van de serie gezien. Herman was een zakenman waar Ludo Sanders een harde dobber aan gehad zou hebben. Hij deed er alles aan om zijn doel te bereiken en smerige zaakjes niet schuwde. De man met de witte haren en de losse handjes doet menig Meerdijker sidderen van angst. Zo chanteert hij onder andere David Harkema en kweekt hij een grondige haat bij Martine Hafkamp, die hem verantwoordelijk houdt voor de zelfmoord van haar vader. Herman is de vader van Frits van Houten, Hans van Houten en Rien Hogendoorn.
Hogendoorn senior is een sluwe, machtige zakenman en de directeur van een grote firma, die in meerdere landen actief is. Het is niet helemaal zeker in welke zaken Hogendoorn Enterprise zit, maar het bedrijf heeft een hoop vertakkingen en is zeer invloedrijk. In seizoen één wordt het duidelijk dat Herman zijn loopbaan is begonnen als schoonmaker in een fabriek. Een hoop mensen doen zaken met Hogendoorn en zij vrezen zijn manier van aanpak. Hij deinst er namelijk niet voor terug om mensen te bedreigen, te chanteren of op te lichten.
Herman Hogendoorn heeft drie zonen: Frits, Rien en Hans.
Herman is ook bij zijn zoons niet echt geliefd: zo laat hij Rien een keer in elkaar slaan om van hem een echte man te maken en ook Frits ontkomt niet aan zijn pa's streken.
Hij ontvoert de zoon van Frits, Fritsje, en doopt hem om tot Herman-Rien (die nu de naam Jack van Houten draagt). De moeder van Fritsje, Trix Gerritse, krijgt een dodelijk auto-ongeluk, Frits dacht dankzij handlangers van Hogendoorn senior hoewel die laatste dat zelf heeft ontkend.
Herman wil het kind opvoeden tot een zakenman waar iedereen respect voor zal hebben.
Herman sterft 2005, nadat hij Jack heeft laten weten dat niet hij, maar Frits van Houten, zijn echte vader is.

## Seizoen 1 (1990-1991)

### Reputatie
Herman Hogendoorn maakt zijn debuut in seizoen één van Goede tijden, slechte tijden, tijdens aflevering 48. Voordat hij te zien is, wordt zijn naam echter al vaak genoemd. Rien Hogendoorn vertelt dat zijn vader als schoonmaker in een fabriek is begonnen en nu de eigenaar is van een enorm machtig bedrijf. Ook laat hij Daniël Daniël weten dat zijn ouders uit elkaar zijn. Daniël, Robert Alberts, en Nico Stenders herinneren zich allemaal Hogendoorn senior nog en beschrijven hem als een machtige, invloedrijke en gevaarlijke zakenman. Nog voordat we Herman zelf zien weet hij Robert al op te lichten. Hij laat hem aandelen kopen, via Rien, die achteraf niets waard blijken te zijn. Hierdoor verliest Robert een hoop geld.

### Herman vs. Rien I
De zoon van Herman, Rien, en een goede vriendin van hem, Linda Dekker, spreken af met Hogendoorn senior in restaurant De Rozenboom. Daar laat Herman zien hoe hij is: hij kraakt de bediening en het eten af, snauwt op Rien en kleineert Linda. Linda heeft het gauw gezien en definieert Herman de meest onbeschofte man die ze ooit is tegengekomen. Nadat ze vertrokken is bespreken Herman en Rien zaken. Herman wil dat Rien bedrijfsgegevens van reclamebureau Stenders voor hem steelt, maar Rien ziet dat niet zitten. Herman noemt Rien een slappe zak en zegt dat hij nooit een pittig meisje zoals Linda Dekker zal kunnen krijgen. Daarop verzint Rien dat hij en Linda gaan trouwen. Als Linda daarachter komt is ze woedend op Rien. Die probeert haar ervan te overtuigen dat ze het spelletje mee moet spelen; het kan in haar voordeel werken. Linda wil namelijk carrière maken als fotomodel en met de invloed van Herman Hogendoorn kan ze waarschijnlijk sneller hogerop komen. Linda gaat uit eten met Herman om hem de waarheid te vertellen, maar bedenkt zich als ze merkt dat hij haar inderdaad verder kan helpen met haar ambities. Tijdens het eten laat Herman weten dat hij het wel verfrissend vond dat Linda hem eens de waarheid vertelde. Normaal gesproken durft niemand dat. Linda komt erachter dat ze haar beurs is verloren en krijgt zomaar 200 gulden mee van Hogendoorn senior. Ze wil het geld later terugbrengen en komt er dan achter dat Herman de verloofde van zijn zoon wel ziet zitten. Hij wil haar meenemen naar zijn buitenhuis en plaatst zijn hand veelzeggend op haar bovenbeen. Linda gaat echter niet in op Hermans avances, maar houdt hem wel te vriend. Dan blijkt Linda zwanger te zijn van Arnie Alberts. Herman is furieus als hij hierachter komt en belt Linda op. Hij laat haar weten dat haar plannen met Rien voorbij zijn. Rien zelf wil echter wel bij Linda blijven en breekt daarom met zijn vader. Herman is woedend en bezweert Rien dat hij nooit meer een cent van hem zal krijgen. Vervolgens belt hij het reclamebureau waar Rien werkt en beveelt ze om Rien te ontslaan, anders zal hij alle banden met het bureau breken en dat zal zeer nadelige gevolgen voor het bureau hebben.
Dan leent Rien 10.000 gulden om zijn vriendin Linda te helpen. Hij leent dit geld bij criminele zakenlui en komt erachter dat hij niet op tijd kan terugbetalen. Hij wordt regelmatig bang gemaakt door zijn schuldeiser dat als hij niet snel betaalt hij in grote moeilijkheden zal terechtkomen. Linda besluit, uit wanhoop, bij Herman aan te kloppen en ze smeekt hem om Rien te helpen. Herman reageert ijskoud. Hij vertelt Linda dat hij tegen Rien heeft gezegd dat die nooit meer geld van hem zal ontvangen. Hij is van plan zijn woord te houden. Dan lijkt Herman zich toch te bedenken. Hij laat de schuldeiser van Rien op bezoek komen en betaalt de schulden van zijn zoon af. Maar niet zonder een wederdienst te vragen. Hij wil dat Rien zijn schuldeiser een kijkje in de boekhouding van reclamebureau Stenders gunt, anders zal die Rien een lesje moeten leren. Rien weigert en als Herman bij hem langs komt om het bij te leggen, wijst Rien hem de deur. Herman is kwaad en laat Rien door zijn schuldeisers in elkaar slaan. Rien weet gelijk dat zijn vader hierachter zit en bezoekt hem. Bij dat bezoek zweert hij dat hij Herman nooit meer wil zien.

### Herman & Menno
Herman komt in de tussentijd zijn oude kennis Menno Develing tegen, die tevens een boekenuitgever is. Ook ontmoet hij Jeanne Dekker, de tante van Linda en Simon Dekker. Zij lijkt Rien een aardige jongen te vinden, maar Herman noemt hem een groot stuk onbenul. Hij beledigt Jeanne nog verder, waarop ze kwaad wegloopt. Met Menno bespreekt Herman zaken en zo komt hij erachter dat Menno en Jeanne trouwplannen hebben. Menno vertelt Herman dat Daniël echter ook achter Jeanne aanzit. Herman herinnert zich Daniël nog als een van de beste reclamemensen die hij kent en zet zijn geld op hem in, in plaats van op Menno. Hij krijgt gelijk: Jeanne laat Menno uiteindelijk vallen voor Daniël.

### Herman vs. Rien II
Als Herman zijn gezicht weer laat zien in Meerdijk heeft hij alweer iets verpest voor zijn zoon Rien. Die wilde een eigen reclamebureau beginnen, maar Herman heeft dat verijdeld. De twee ontmoeten elkaar en Herman laat Rien weten dat hij wil dat Rien hem op een dag zal opvolgen. Eerder zal Herman niet rusten. Rien ziet dat niet zitten en zegt dat hij zijn vader ooit zal verslaan, al is het maar door hem te overleven. Herman reageert sarcastisch door te zeggen dat Rien tegenwoordig zo snel vijanden maakt dat hem waarschijnlijk zelfs dat niet zal lukken. (Herman krijgt, enkele seizoenen later, nog gelijk ook.)

### Herman vs. Martine & David
Om ervoor te zorgen dat Rien weer voor hem komt werken, sluit Herman een deal met Linda Dekker. In ruil voor haar eigen modezaak en kledinglijn moet Linda Rien zover zien te krijgen dat hij weer voor zijn vader gaat werken. Linda bespeelt Rien en die stemt uiteindelijk in met een ontmoeting. Herman belooft Rien een goede functie. Ondertussen is de doortrapte Martine Hafkamp bezig om Helen Helmink kapot te maken, met behulp van de jonge en gemene David Harkema. David doet alles om aan geld te komen en deinst nergens voor terug. Hij probeert ook Linda erin te luizen en wil haar geld in handen krijgen. Herman komt hier al snel achter en bezoekt Martine. Hij bedreigt haar en ook David dat ze zich tot Helen moeten beperken en Linda beter met rust kunnen laten. Als David een keer bij Linda op bezoek komt verschijnt er een zware jongen die David nogmaals duidelijk maakt bij Linda uit de buurt te blijven. Tevens doet hij de groeten van Hogendoorn senior. Martine is bang dat haar plan zal mislukken, nu Herman Hogendoorn in de buurt is en blaast alles af. David pikt dit niet en gooit Martine van een trap af. Ze belandt in het ziekenhuis in coma. Herman belt elke dag het ziekenhuis voor de laatste berichten en bedreigt David nogmaals dat als hij in de buurt van Linda komt hem ook weleens een bijzonder vervelend ongeluk zou kunnen overkomen.

### Het vertrek van Herman
Rien besluit uiteindelijk weer voor zijn vader te gaan werken. In de tussentijd raakt hij betrokken bij een auto-ongeluk en wil hij de verzekering oplichten. Herman en Linda komen hier al snel achter en verijdelen het plan van Rien. Vervolgens gaat Herman drie weken op zakenreis naar Amerika. Hij stelt zijn advocaat en rechterhand, Frits van Houten, aan als tijdelijke vervanger. Linda gaat met Herman mee naar Amerika om daar carrière te maken. Ze moet het wel uitmaken met Rien, omdat ze hem alleen maar heeft gebruikt, volgens Hogendoorn senior. Herman en Linda vertrekken en Frits en Rien blijven achter. Zij moeten samenwerken, maar het lijkt erop dat Frits zijn eigen plannen heeft met het bedrijf van Herman Hogendoorn.

## Seizoen 2 (1991-1992)

### Familievetes
Terwijl Herman in de Verenigde Staten zit met Linda, hebben Rien en Frits de nodige conflicten met elkaar. Frits doet er alles aan om Riens plannen te dwarsbomen en zijn leven te verpesten. Rien beschuldigt Frits ervan dat hij hem met opzet wil kapotmaken, omdat hij jaloers op hem is. De geschiedenis van de twee komt aan het licht. Het blijkt dat Frits ook een zoon van Herman is. Uit een affaire met Augusta van Houten heeft Herman een zoon gekregen: Frits. (Later zal blijken dat het om een tweeling ging en duikt de tweelingbroer van Frits op: "Hans" van Houten.) Omdat Herman niets met zijn zogenaamde bastaardzoon te maken wilde hebben, weigerde hij hem te erkennen en de naam Hogendoorn toe te wijzen. Volgens Rien zit het Frits nog altijd dwars dat hij geen echte Hogendoorn is. Dat neemt niet weg dat Herman Frits altijd financieel heeft gesteund en hem een positie in het bedrijf heeft gegeven. Toch lijkt Frits een hekel te hebben aan zijn halfbroer Rien. Er ontstaat een strijd om aandelen van het bedrijf Hogendoorn. Deze aandelen blijken in handen te zijn van Emma Driessen, een oude schoolvriendin van Rien. Frits en Rien bedenken een plan om de aandelen van Emma over te kopen, zodat ze Hogendoorn senior buiten spel kunnen zetten. Herman heeft echter ook een bod op de aandelen gedaan, terwijl Rien en Emma steeds dichter naar elkaar toe groeien. Als Emma beseft dat Rien een spelletje met haar speelt, omdat Frits haar dit laat weten, wil ze hem nooit meer zien. Rien laat echter blijken dat hij oprecht is en geeft aan dat het Frits was die een spelletje met hen speelde. Hij wil dat Emma haar aandelen alsnog aan zijn vader Herman verkoopt. Hierdoor behoudt Herman de controle over zijn bedrijf en blijft een gefrustreerde Frits met lege handen achter.
Tijdens een chantagezaak krijgt Rien een geheimzinnig bericht over zijn moeder. Hij wil niet dat dit geheim openbaar wordt en geeft daarom 5000 gulden aan de chanteur. Het blijkt dat de moeder van Rien helemaal niet dood is, zoals officieel is vastgelegd, maar door Herman in een inrichting is gestopt.

### Linda
Herman en Linda blijken ondertussen een relatie met elkaar te hebben. Tot groot verdriet van Rien is zijn ex-verloofde nu de vriendin van zijn vader. Het blijkt echter dat het lang niet allemaal rozengeur en maneschijn is tussen de twee. Linda heeft totaal geen vrijheid en Herman is obsessief dat ze bij hem weg probeert te komen. Hij kan zijn handen niet thuishouden en slaat haar meerdere malen als hij kwaad is. Linda is doodsbang voor Herman, totdat ze weer contact krijgt met haar ex-vriendje, Arnie Alberts. Hij is op visite bij zijn ouders in New York en zoekt steeds contact met Linda, tot groot ongenoegen van Herman. Herman bedreigt, slaat en manipuleert Linda, maar zij heeft er genoeg van. Ondanks haar angst vertelt ze Herman dat ze het leven in de VS zat is en naar echte liefde op zoek is, in plaats van een oude, impotente man. Op een dag pakt ze haar spullen in en vertrekt ze met Arnie, terug naar Nederland. Herman wordt woest als hij merkt dat Linda weg is en zweert wraak te zullen nemen. Hij neemt contact op met zijn zoon Frits, die nu zijn eigen bedrijf runt. Hij wil dat Frits de wraakactie zal uitvoeren.

### De diamantroof
Frits van Houten bedenkt een plan om Arnie in diskrediet te brengen. Hij huurt een crimineel in die een baan als beveiligingsmedewerker krijgt bij de diamantenfirma Santing Diamonds, waar Arnie als verkoper werkt. Op een dag, als Arnie Linda de diamanten laat zien, verdwijnen er een aantal. Arnie is meteen de hoofdverdachte en gaat zelf op onderzoek uit naar de echte dader. Frits laat de diamanten verdwijnen en kijkt toe hoe Arnie en Linda steeds verder in de problemen komen en zelfs elkaar beginnen te verdenken. Na een tijd arriveert Herman in Nederland en bezoekt hij Linda, die nu een appartementje bezit, samen met Arnie. Herman wil dat Linda weer met hem mee teruggaat naar New York. Hij begrijpt niet dat ze haar luxe leven heeft opgegeven voor een mager bestaan en zegt dat ze hem nodig heeft. Als Linda hem de deur wijst, zweert hij dat het nog niet voorbij is.

### Rien in de gevangenis
De echte reden dat Herman terug is gekomen naar Nederland heeft met zijn zoon Rien te maken. Die heeft een dodelijk ongeluk veroorzaakt, nadat hij dronken in een auto is gestapt. Hij probeert de schuld af te schuiven op John Alberts, maar die weet Rien te ontmaskeren en laat hem oppakken door de politie. Herman besluit zijn zoon te helpen, maar geeft aan dat het de allerlaatste keer is dat hij zijn zoon een helpende hand aanreikt. Hij is woedend over het gedrag van Rien, die in zijn ogen, niets van de grond heeft gekregen, zonder de hulp van zijn vader. Herman gaat op zijn eigen manier proberen om Rien uit de gevangenis te krijgen, maar zijn hoogtijdagen lijken voorbij te zijn. Helen Helmink weigert hem te helpen om te getuigen voor Rien, zijn connecties willen niets meer met hem te maken hebben en justitie blijkt zich niet meer te laten manipuleren. Frits vertelt zijn vader dat de dagen dat hij kon commanderen voorbij zijn en Rien vertelt zijn vader dat hij hem haat en hem nooit meer wil zien.

### De diamantroof II
Een gefrustreerde Herman kan geen hoogte krijgen van zijn andere zoon. Frits wil niets kwijt over zijn plannetje met Arnie, maar impliceert dat Arnie nog weleens in de gevangenis terecht zou kunnen komen. Herman gebruikt de problemen van Arnie om Linda over te halen met hem mee terug te gaan naar de VS. Na verschillende pogingen heeft hij zijn doel echter nog niet bereikt. Hij is bang dat hij in verband gebracht zou kunnen worden met de diamantroof en wil dat Frits de diamanten terug laat bezorgen, maar Frits buigt niet. Hij blijft volhouden dat hij niet weet waar de diamanten gebleven zijn. Herman wordt woedend en ook de handlanger van Frits, Van Kooten, begint hem te knijpen. Herman trekt gauw zijn handen van de zaak af, waarna Frits hem sarcastisch zegt dat hij nou eindelijk op gelijke voet staat met oogappel Rien. Uiteindelijk duiken de diamanten weer op en komt Arnie met de schrik vrij. Hermans plan is mislukt. Verslagen belt hij naar het vliegveld om een ticket naar de VS te reserveren: voor één persoon.

### De wraak van Martine Hafkamp
De grootste vijand van Herman blijkt echter iemand anders te zijn dan zijn twee zoons. Namelijk Martine Hafkamp. Zij is uit haar coma ontwaakt en heeft zich ontdaan van haar vijand David. Nu heeft ze zich weten op te werken tot machtige zakenvrouw in het bedrijf van Rolf Huygens. Terwijl ze haar eeuwige vete met Helen Helmink uitvecht, blijkt ze ook haar hand niet om te draaien voor moord. Zowel Rolf Huygens als enkele getuigen sterven een mysterieuze dood. Suzanne Balk wordt door Martine gedwongen om mee te helpen met een wraakactie tegen Frits van Houten en Herman Hogendoorn. Suzanne en Frits hebben nou ook niet echt een goede verstandhouding, maar de haatgevoelens van Martine gaan alles te boven. Martine doet haar verhaal. Haar vader zou zelfmoord hebben gepleegd, nadat hij zakelijk helemaal kapot was gemaakt door Herman en Frits. Martine bezit het handpistool, waarmee haar vader zichzelf van het leven heeft beroofd, nog altijd en wil het gebruiken voor haar plan. Als Frits in zijn kantoor komt, treft hij Suzanne Balk dood aan. In paniek loopt hij rond met het pistool, dat naast haar lichaam ligt en net dan komt Martine, waarmee hij een afspraak had over een project, binnen. Ze vertelt Frits dat hij moet vluchten nu het nog kan en neemt het wapen van hem over. Frits wil later weten wat Martine heeft gedaan en ze informeert hem dat ze het lichaam en het pistool heeft doen verdwijnen. Frits beseft ineens dat Martine achter de moord zit en dat hij er in is gelopen. Martine bezit het wapen met de vingerafdrukken van Frits en stuurt ingehuurde acteurs op hem af, die zich voordoen als rechercheurs. Als Helen Helmik en Simon Dekker ook nog vragen beginnen te stellen over Suzanne, besluit Frits maar te doen wat Martine eist. Ze neemt hem zijn bedrijf af en wil dat hij Herman Hogendoorn vraagt naar Nederland terug te komen om hem te helpen. Suzanne blijkt helemaal niet dood te zijn, maar tegen haar zin mee te werken aan het plan van Martine. Ze wil weten wat Martine van Frits wil. En dat wordt al gauw duidelijk. Martine geeft Frits het handpistool in handen en eist dat hij zijn vader vermoord. Frits ziet geen andere optie dan te doen wat hem wordt gezegd. In ruil daarvoor krijgt hij zijn bedrijf en de bewijsstukken van de moord op Suzanne terug. Herman Hogendoorn verschijnt weer ten tonele en bezoekt Linda nogmaals. Ze wijst hem alweer af en hij vergrijpt zich aan haar, waarna een woedende Arnie hem hardhandig het huis uitzet. Arnie wil verhaal halen bij Herman en volgt hem naar het kantoor van Frits, waar Frits de situatie waarin hij zit probeert uit te leggen. Herman is woedend over het incompetente gedrag van zijn zoon en eist meer inspraak in het bedrijf, als dat weer van Frits is. Terwijl Martine op weg is naar Frits, verschijnt Arnie om verhaal te halen bij Herman. Er ontstaat een worsteling en er klinken schoten. Als Martine arriveert treft ze Frits aan bij het lichaam van Herman, dat bloedend en levenloos op de grond ligt. Ze vertelt Frits dat ze hem heeft aangegeven bij de politie, maar haar triomf wordt verstoord als ze Arnie ziet met het pistool in zijn handen. Heeft hij Herman Hogendoorn doodgeschoten?

## Seizoen 3 (1992-1993)

### De wraak van Herman
Het blijkt uiteindelijk met een sisser af te lopen als blijkt dat Herman en Frits onder één hoedje spelen en allang bleken te weten dat Suzanne nog leefde. Zodoende wisten ze Suzanne aan hun kant te krijgen en Martine te ontmaskeren, plotseling waren de rollen omgedraaid tot grote schrik van Martine die de aftocht blaast.

### De ontvoering van zijn kleinzoon
Herman verklaart Frits waarom hij Linda zo graag terug wilde hebben, hij is diep teleurgesteld in zijn zonen Rien en Frits en wil nog een zoon die hij op kan voeden tot een perfecte zakenman. Frits' ex-vriendin Trix is op dat moment in verwachting van Frits en ze heeft Frits verlaten omdat hij het kind niet wilde. Frits denkt er nu anders over, maar voor Trix is het te laat. Uit angst voor Frits besluit ze te vluchten en bevalt van haar zoon Fritsje in het bijzijn van Helen Helmink en Mickey Lammers. Niet veel later wordt Frits doodgeschoten door een huurmoordenaar, al blijkt na enige tijd dat het om zijn halfbroer Rien Hogendoorn ging die bij hem logeerde. Trix is nu helemaal bang voor represailles van Frits en zijn vader vlucht naar Australië met haar broer Jan-Henk. Frits is er kapot van vraagt zijn vader om hulp, die belooft hem te helpen. Martine Hafkamp probeert Herman Hogendoorn tegen te werken, maar uiteindelijk is dat tevergeefs. Mickey krijgt niet veel later te horen dat Trix met haar auto in een ravijn is terechtgekomen en dat haar baby vermist is. Niet veel laten zien we een scène in de Verenigde Staten waarbij een limousine komt aangereden met een trotse Herman Hogendoorn die met zijn kleinzoon op de arm zijn villa betreedt. Telefonisch laat Herman Frits weten dat hij de jongen Herman-Rien noemt en dat hij hem bij zich houdt. Hoewel hij de ontvoering dus bekent, ontkent hij het vermoorden van Trix. Dit is mogelijk aangezien Herman er niks bij te winnen had en Trix zo instabiel was en wellicht opnieuw een zelfmoordpoging heeft gedaan. Frits is buiten zichzelf van woede en vertrekt onmiddellijk naar de VS. Later blijkt hij echter zonder succes terug te komen en richt zich vanaf dan volledig op zijn werk bij Van Houten International. Dit was een van de belangrijkste en grootste verhaallijnen van Herman Hogendoorn en hij verdwijnt hierna grotendeels uit beeld om zo nu en dan een korte comeback te maken.

### De mijn explosie
Zijn eerste terugkeer heeft te maken tussen het nieuwe bondgenootschap van Frits en Martine. Frits van Houten en Martine waren altijd gezworen vijanden. Frits raakt tegelijkertijd geïntrigeerd door Martine en hoewel ze het eerst niet wilt toegeven is dit wederzijds. Herman Hogendoorn is nu een gemeenschappelijke vijand aldus Frits, ze proberen een van zijn meest kostbare mijnen op te blazen. Het verlies blijkt voor hem gering te zijn geweest en hij heeft direct door dat Frits erachter zit. Hierna kwam hierbij vooral telefoneren uit Amerika in beeld en verdwijnt Herman hierna weer vrij snel uit beeld.

## Seizoen 4 (1993-1994)
Zijn tweede terugkeer heeft te maken met Linda Dekker die om hulp verlegen zit. Ze heeft namelijk schulden en een geheime verhouding met Frits. Martine die op dat moment een relatie had met Frits zint op wraak en doet dit door Herman Hogendoorn in te lichten die direct naar Nederland snelt. Hij stelt Frits een deal voor: Linda's schulden worden betaald en ze gaat met Herman mee naar Amerika en Frits krijgt zijn zoon Herman-Rien terug. Alleen Linda's schulden worden afbetaalt, hierna weigert Linda met hem mee te gaan. Dit maakt Herman zo kwaad dat hij ongevraagd op bezoek komt in huize Alberts waar Robert en Laura net hun huwelijksfeest vieren. Herman wordt met enige dwang door Robert Alberts uit het huis gezet en snelt naar Van Houten International waarbij hij Frits vertelt dat de deal niet doorgaat. Hierna verdwijnt Herman wederom voor een heel lange periode, hoewel Frits nog weleens met hem schijnt te bellen, blijft Herman hierbij 'offscreen'.

## Seizoen 5 (1994-1995)
Zodra Frits' dochter Wendela geboren wordt in de gevangenis waar Martine Hafkamp inmiddels in is beland 1995, hangt Herman al snel bij hem aan de lijn om Frits spottend te laten weten dat hij er ook nog is. Het is duidelijk dat Herman Wendela ook in handen wilt krijgen. Hij doet dit door Frits te chanteren, Frits is namelijk grootaandeelhouder (40%) in een project omtrent een nieuw winkelcentrum. De andere aandeelhouders worden allemaal uitgekocht door Herman die hierdoor nu de overige 60% in handen heeft. Dit zit in de aflevering van de cliff.

## Seizoen 6 (1995-1996)
Frits zit met zijn handen in het haar en al helemaal als zijn vriendin Dian Alberts Herman interessanter blijkt te vinden. Het is óf zijn bedrijf óf zijn dochter. Toch weet Frits een oplossing te bedenken waardoor zijn verliezen minimaal zijn, het laat het winkelcentrum schieten. Hij heeft er weliswaar veel geld in zitten, maar hij krijgt steun van de bank voor deze handelswijze. Herman is verbaasd dat zijn zoon hem heeft weten af te troeven, maar behalve ergernis lijkt Herman het ook wel te kunnen waarderen en klinkt er enige bewondering door in de woorden 'Zo zo, die Frits'. Hierna vertrekt Herman weer naar The States. Frits wint op de dag van zijn overlijden niet veel later de voogdijschap van Wendela.
Na het overlijden van Frits keert Herman met zijn kleinzoon Herman-Rien terug naar Nederland voor de begrafenis. Hier heeft hij een ontmoeting met Linda en met Helen Helmink. Bij het voorlezen van Frits' testament is Herman niet blij dat hij niet genoemd wordt en Herman-Rien zijn erfenis pas krijgt als die meerderjarig is evenals Wendela. Herman blijft in Nederland om het onderzoek naar de moord op Frits te volgen, hij is er welhaast zeker van dat Dian erachter zit. Zodra Hannie heeft bekend zien we hem voor het laatst in het kantoor van Van Houten International om Dian te bekennen dat hij ernaast zat. Hij nodigt haar uit om eens zaken te doen, wat ze vriendelijk van de hand wijst. Hierna keert Herman voorgoed terug naar de Verenigde Staten.
Herman-Rien komt met een stevige erfenis terug naar Nederland als Jack Woods, na enige tijd hernoemt hij zichzelf tot Jack van Houten. Over Herman kan hij meedelen dat die overleden is in 2005 en die hem op zijn sterfbed heeft verteld dat hij niet zijn vader, maar zijn grootvader is en dat zijn vader Frits van Houten heet.

## Trivia
- De naam Hogendoorn wordt ook weleens als Hoogendoorn geschreven. Op de officiële aftitelingen van Goede tijden, slechte tijden wordt de naam met één 'o' geschreven, terwijl op de website van de serie de naam ook vaker met twee 'o's geschreven is.
- Herman Hogendoorn is een zakenman met een beruchte reputatie. Een hoop mensen zijn bang voor zijn keiharde en ijskoude aanpak. Menig persoon is weleens belazerd door de magnaat.
- Het bedrijf van Herman heet Hogendoorn Enterprise.
- De moeder van Hermans zoon Rien, is door Herman gedwongen opgenomen in een inrichting. Voor de buitenwereld is verklaard dat ze dood is, om een schandaal te voorkomen.
- Herman heeft een houten lichtbruine wandelstok, met een koperen, goudkleurig paardenhoofd. Hoewel hij deze stok vaak bij zich heeft, loopt hij ook geregeld rond zonder hulp van de stok.
- Hermans rechterbeen is ooit zwaargewond geweest. Een befaamde en specialistische dokter, dr. McKenzie, uit Australië heeft het been van Herman weten te redden.
- Herman heeft ooit iemands rug gebroken, met behulp van zijn wandelstok.
- Rien heeft een zware jeugd gehad. Herman wilde nooit met hem spelen of voetballen, maar leerde hem hoe je jaarverslagen moest lezen en hun eerste uitstapje was naar een aandeelhoudersvergadering. Zwakte tonen, zoals huilen, werd afgestraft.
- Frits van Houten is de zoon die is voortgekomen uit een affaire met Augusta van Houten. Herman beschouwt Frits als een bastaard en weigert hem de naam Hogendoorn toe te kennen. Wel heeft Herman zijn zoon altijd financieel laten ondersteunen en hem een positie in zijn bedrijf aangeboden.
- Herman heeft een zwak voor vrouwen. Vooral door de aantrekkelijke Linda Dekker raakt hij geobsedeerd. Hij kan haar niet met rust laten en doet er alles aan om haar aan zich te binden.
- Herman bezit een zakenimperium dat verschillende divisies kent, zoals een reclame- en een vastgoedafdeling.
- Herman verliest de controle over één bedrijf aan Nico Stenders, na een fusie tussen hun beider bedrijven.
- Herman laat zijn eigen zoon in elkaar slaan, onder het mom een echte man van hem te maken.
- De vader van Martine Hafkamp wordt door Herman en Frits belazerd, waarna hij zelfmoord pleegt.
- Herman laat de moeder van zijn kleinzoon vermoorden en besluit de jongen dan mee naar de VS te nemen om hem zelf op te voeden, onder de naam Herman-Rien.
- Alhoewel Herman weinig vertrouwen in zijn zoons lijkt te hebben, komt hij hen altijd te hulp als ze hem nodig hebben. Dat bevestigt hem in zijn superioriteitsgevoel.